# Calymmaderus similis
Calymmaderus similis là một loài bọ cánh cứng thuộc chi Calymmaderus trong họ Ptinidae.